# 小行星12496
小行星12496（12496 Ekholm）是一颗绕太阳运转的小行星，为主小行星带小行星。该小行星于1998年3月22日发现。

## 轨道参数
小行星12496的轨道半长轴为2.4424367 UA，离心率为0.188。